# Linear B
Linear B jest grafijski sustav nastao iz lineara A koji se u drugoj polovici drugog tisućljeća pr. Kr. koristio za zapisivanje mikenskog grčkog jezika. Sastojalo se od 88 znakova.

## Pismo
Linear B većim dijelom je slogovno pismo. Ne bilježi se opreka između duljine i kraćine sloga. Osim znakova slogovne vrijednosti, za neke češće pojmove (kao npr. čovjek, žena, žito, kola, pehar) postoje i ideogrami koji predstavljaju čitave riječi. Postoje i simboli za brojevne jedinice. Brojevni sustav je decimalan, a ima znakova i za razlomke.
Osim što može prikazivati samo otvorene slogove, ne razlikuje bezvučne, zvučne i aspirirane okluzive (osim u slučaju t/d) niti razlikuje /r/ i /l/. Označuje labijalizirane velarne okluzive koji su u mikenskome još postojali, a ima i posebnu oznaku za dvoglas /au/, ali ne i za neke druge.
Iz obilježja lineara B može se zaključiti ponešto o linearu A, to jest o jeziku koji se tim pismom služio: nije razlikovao zvučnost okluziva (osim možda između /t/ i /d/), nije razlučivao /r/ i /l/ te je najvjerojatnije poznavao samo otvorene slogove.
U zapisu se najčešće izbacivao posljednji suglasnik (primjerice πατήρ, patḗr, postaje pa-te), a za zapisivanje se često upotrebljavao lažni slog s ponovljenim samoglasnikom (Κνωσ(σ)ός, Knōs(s)ós, postaje ko-no-so).

## Povijest
Pismo je vjerojatno nastalo u kontinentalnoj Grčkoj gdje je kretski linear A prilagođen grčkom jeziku oko 16. st. pr. Kr. kada minojska kultura bilježi najveći procvat. Kasnijim je napredovanjem Mikene linearno B pismo preneseno na Kretu. Upravo su na Kreti, u Knosu, nađeni najstariji primjerci lineara B. Odnose se na doba vladavine Ahejaca u 15. st. pr. Kr. Jezik je grčki.

## Otkriće i dešifriranje
Britanski arheolog Arthur Evans je početkom 20. st. započeo iskopavanja u Knosu gdje je pronašao pločice s natpisima iz brončanog doba. Vidi se da su se na otoku u tom razdoblju izmijenjivali različiti sustavi pisanja, ali se nije sačuvalo dovoljno primjera da bi se mogli dešifrirati. Najopticajnije je bilo najmlađe pismo koje je Evans nazvao linearom B. Dešifrirali su ga od 1951. do 1953. Michael Ventris i John Chadwick.

## Zapisi
Sadržaj pločica uglavnom su inventari, popisi poreza, nabrajanje zaliha i tako dalje. Književnih djela nije se našlo, a nije vjerojatno da su i pisana zbog usmenoknjiževne tradicije Grkā.
Pločice su duge desetak centimetara i tanke. Znakovi su pomoću stilusa urezivani u meku glinu koja se sušila na suncu. Moguće je da se još pisalo na drvu i koži, ali se to u normalnim uvjetima nije moglo očuvati do danas. Pisalo se i po vazama.

## Nalazi
Pločice su pronađene u Knosu, Mikeni, Pilu, Tebi, Tirintu i Eleuzini.
Čak 65 % mikenskih zapisa su imena. S 3500 tablica rekonstruiran je vokabular od 630 riječi.
U Pilu je otkrivena odaja iz mlađeg brončanog doba (13. st. pr. Kr.) s potpuno istom vrstom tablica. Iste su pločice pronađene i u Mikeni sredinom 20. st. Tablice su proizvod dobro razvijenog birokratskog sustava i mogu se usporediti s tablicama i računima mezopotamske hramske birokracije.
Arhiv iz Knosa sadržava oko 5000 tablica s linearom B. Dio spominje oklope i štitove osmoga stoljeća u Joniji, iste onakve kakve spominje Ilijada. Spominju se vrčevi meda kao žrtveni darovi. Obično se navodi mjesec u kojem se žrtva daje, ime božanstva u dativu, vrsta dara i ime svetkovine. Na nekim pločicama se nalazi i popis opreme koja je izdana nekom vozaču ratnih kola. To je najstarije kretsko svjedočanstvo o ratnim kolima.
O-Ka tablice iz palače u Pilu govore o rasporedu obrambenih snaga. O-Ka je vojna jedinica. Spominje se ime zapovjednika, vodnika, broj ljudi (800 – 1000). Opisuje se situacija neposredno prije napada na grad. Tzv. veslačke tablice donose podatke o zanimanju ljudi koji su regrutirani za veslače. Spominju se i druga zanimanja, ali mornari ne. Neke tablice donose popise žena i djece koji se upućuju u dvije točke u unutrašnjosti. Sve ovo upućuje na to da je Pil očekivao napad s mora. Tablice su u Pilu bile koncentrirane na jednome mjestu. Pohranjivane su blizu ulaza u palaču. Slagane su u pletene košare i drvene kutije. Na kraju se napad i dogodio. Grad je razoren i nikada se više nije obnovio.